# Isola di Foradada
L'isola di Foradada è un imponente scoglio di calcare biancheggiante che si trova in prossimità di capo Caccia, nel territorio di Alghero. È chiamata così in quanto "forata" da parte a parte da una grotta scavata dal mare, in parte sommersa.

## Accesso all'isola
È possibile accedere alla grotta sul lato ovest anche con barche di grandi dimensioni, ed infatti fa parte del giro turistico gestito dai vari traghetti che partono da Alghero e di servizio per le gite, escursioni e collegamenti alle grotte di Nettuno. L'isola offre agli appassionati alcune interessanti vie di arrampicata

## Fondali circostanti

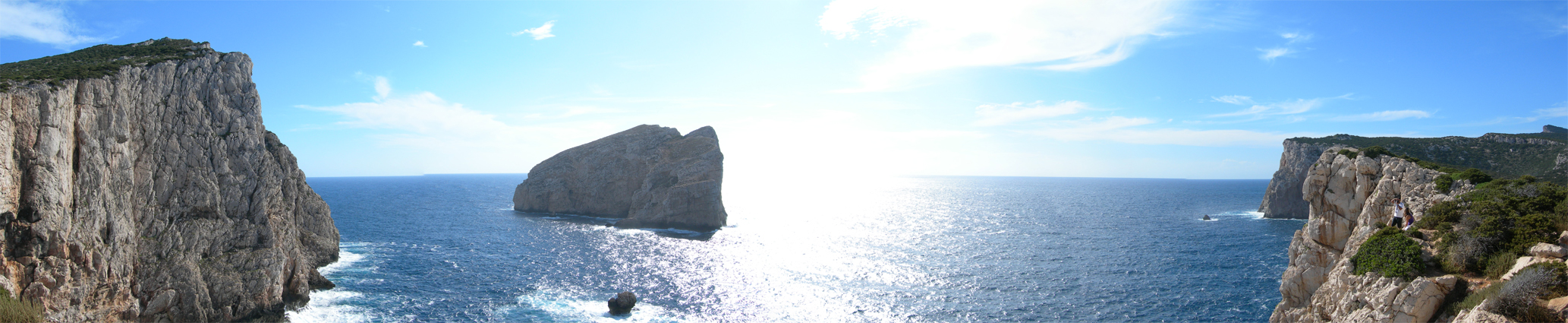
L'isola Foradada vista dall'alto del belvedere di capo Caccia

Intorno ai suoi fondali una volta era possibile vedere una grande quantità di cernie, cicale di mare ed aragoste. Ancora adesso la vita marina rimane comunque rigogliosa con branchi di barracuda e dentici che volteggiano sulle secche e sui giganteschi massi adiacenti.
Presenta diverse piccole grotte sommerse tra cui la più spettacolare si trova nel versante nord.
È molto apprezzata per le immersioni subacquee, molto suggestiva l'immersione notturna nella grande grotta centrale che passa l'isola da parte a parte.

## Uccelli marini
Da aprile a fine giugno è meta di migliaia di gabbiani che nidificano indisturbati e per tutto il mese di giugno nelle acque circostanti è possibile vedere centinaia di piccoli di gabbiano che imparano a volare. È frequentata tutto l'anno anche da cormorani e berte, per tutta l'estate nidificano e voltaggiano le rondini e i falchi pellegrino pattugliano costantemente le pareti dell'isola cercando di catturare qualche preda.